# NGC 7011
NGC 7011 é um asterismo na direção da constelação de Cygnus. O objeto foi descoberto pelo astrônomo John Herschel em 1829, usando um telescópio refletor com abertura de 18,6 polegadas. 